# بردية 115

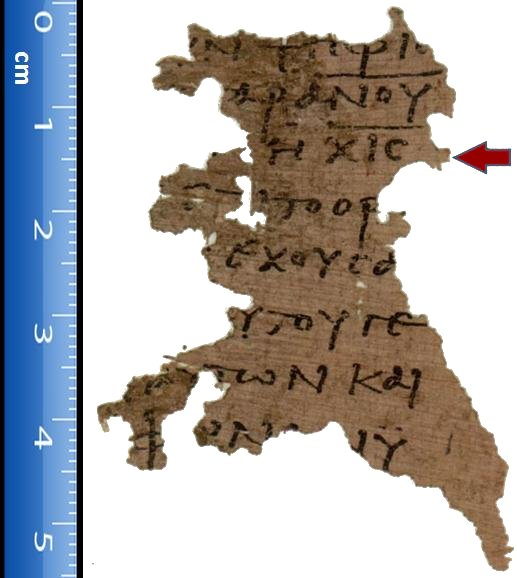

بردية 115، هي مخطوطة تكون مجزأة من العهد الجديد مكتوبة باليونانية على ورق بردية، وتتكون من 26 جزءًا من مجلد يحتوي على أجزاء من كتاب الرؤيا، ومن المحتمل ان لا يكون أكثر من ذلك. يعود إلى القرن الثالث ج. 225-275 ميلادي. تم إكتشاف البردية بواسطة (Grenfell and Hunt) في مدينة البهنسا التي تقع في مصر.
{\displaystyle {\mathfrak {P}}}115 لم يتم اطلاقها وتحريرها حتى نهاية القرن العشرين. اللتي يقع حاليًا في متحف أشموليان .

## وصف
تحتوي المخطوطة الأصلية على 33-36 سطرًا لكل صفحة مقاسها من 15.5 سم في 23.5 سم. يتضمن النص الباقي رؤيا 2: 1-3 ، 13-15 ، 27-29 ؛ 3: 10-12 ؛ 5: 8-9 ؛ 6: 5-6 ؛ 8: 3-8 ، 11-13 ؛ 9: 1-5 ، 7-16 ، 18-21 ؛ 10: 1-4 ، 8-11 ؛ 11: 1-5 ، 8-15 ، 18-19 ؛ 12: 1-5 ، 8-10 ، 12-17 ؛ 13: 1-3 ، 6-16 ، 18 ؛ 14: 1-3 ، 5-7 ، 10-11 ، 14-15 ، 18-20 ؛ 15: 1 ، 4-7.
المخطوطة لها دليل واثبات على نومينا سكارا (اختصار للعديد من الأسماء أو الألقاب الإلهية التي تحدث بشكل متكرر، وخاصة في المخطوطات اليونانية للكتاب المقدس) وهي كالتالي:
ΙΗΛ , ΑΥΤΟΥ , ΠΡΣ , ΘΩ , ΘΥ , ΑΝΩΝ , ΠΝΑ , ΟΥΝΟΥ , ΟΥΝΟΝ , ΚΥ , ΘΝ , ΑΝΟΥ , ΟΥΝΩ.
تستخدم المخطوطة نظام الأرقام اليونانية، مع عدم وجود أي رقم مكتوب بالكامل.
أيضاً المخطوطة هي شاهد على نوع النص الاسكندراني، بعد نص المخطوطة الإسكندرانية(Codex Alexandrinus) والمخطوطة إفرايمي ريسكريبتوس
(Codex Ephraemi Rescriptus).
عنصر مثير للاهتمام{\displaystyle {\mathfrak {P}}} 115 هو أنه يعطي رقم مميز في رؤيا 13:18 على أنه 616 ( chi,xi,stigma ( ΧΙϚ )) ، بدلاً من قراءة الأغلبية لـ 666 (chi, xi ,stigma (ΧΞϚ)) ، كما تفعل نسخة كوديكس إفرايمي .
وفقًا لنسخ INTF (معهد البحوث النصية للعهد الجديد) فإن القراءة التخمينية للمخطوطة بسبب المساحة المتبقية، هي [ χξϛ ] η χιϛ ( 666 أو 616 ) ، وبالتالي لا تعطي رقمًا محددًا .

## المتغيرات النصية[4]
8:12
και το τριτον της σεληνης:
Omit. : {\displaystyle {\mathfrak {P}}}115.
Incl. : א، A
9:11
ο απολλυων : {\displaystyle {\mathfrak {P}}}115, 1740.
απολλυων : {\displaystyle {\mathfrak {P}}}47, א, pc, gig, 2344.
9:13
δ / τεσσάρων
بما في ذلك. :{\displaystyle {\mathfrak {P}}} 115 ،{\displaystyle {\mathfrak {M}}} ، vg cl ، sy ph .
حذف. :{\displaystyle {\mathfrak {P}}} 47، א ، A ، 0207، 1611، 2053، 2344، وأجهزة الكمبيوتر، اللات، ح سي، شركة
11:15
λεγουσαι : {\displaystyle {\mathfrak {P}}}47, {\displaystyle {\mathfrak {P}}}115, א، C, 051, 1006, 1611, 1841, 1854, 2329, 2344, {\displaystyle {\mathfrak {M}}}A.
λεγοντες : A, 2053, 2351, {\displaystyle {\mathfrak {M}}}K.

3: 12
πυρρος μεγας : {\displaystyle {\mathfrak {P}}}47, {\displaystyle {\mathfrak {P}}}115, 2053, א.
μεγας πυρρος : A, P, 051, 1841, pm, lat, sa.
πυρος μεγας : C, 046, 1611, 1854, 2329, 2344, pm, syh.
13:8
το ονομα αυτου : C 1854, 2053, pc, Irlat, Prim.
το ονομα : {\displaystyle {\mathfrak {P}}}115, {\displaystyle {\mathfrak {M}}}, co, Bea.
τα ονοματα αυτων : {\displaystyle {\mathfrak {P}}}47, א، P, 051, 1006, 1841, 2329, al, lat.
13:13
εκ του ουρανου
Omit. : {\displaystyle {\mathfrak {P}}}115, 175.
Incl. : {\displaystyle {\mathfrak {P}}}47, א، A, {\displaystyle {\mathfrak {M}}}.

14: 6
κατοικουντας : {\displaystyle {\mathfrak {P}}}115, A, 2049, 69.
καθημενους : {\displaystyle {\mathfrak {P}}}47, א، C، P, 1611, 1854, 2053, 2329, pc, syph, Origen.

14:20
βχ (2600) :{\displaystyle {\mathfrak {P}}} 115 .
αχ / χιλιων εξακοσιων (1600) :{\displaystyle {\mathfrak {P}}} 47، א C2، A ، 42، 69، 82، 93، 177، 325، 456، 498، 627، 699، 1849، 2138، 2329،{\displaystyle {\mathfrak {M}}} .

## روابط خارجية
- Oxford University 'P. Oxy. LXVI 4499'
- Image of the fragments of P. Oxy. LXVI 4499